# Portugiesische Kanone

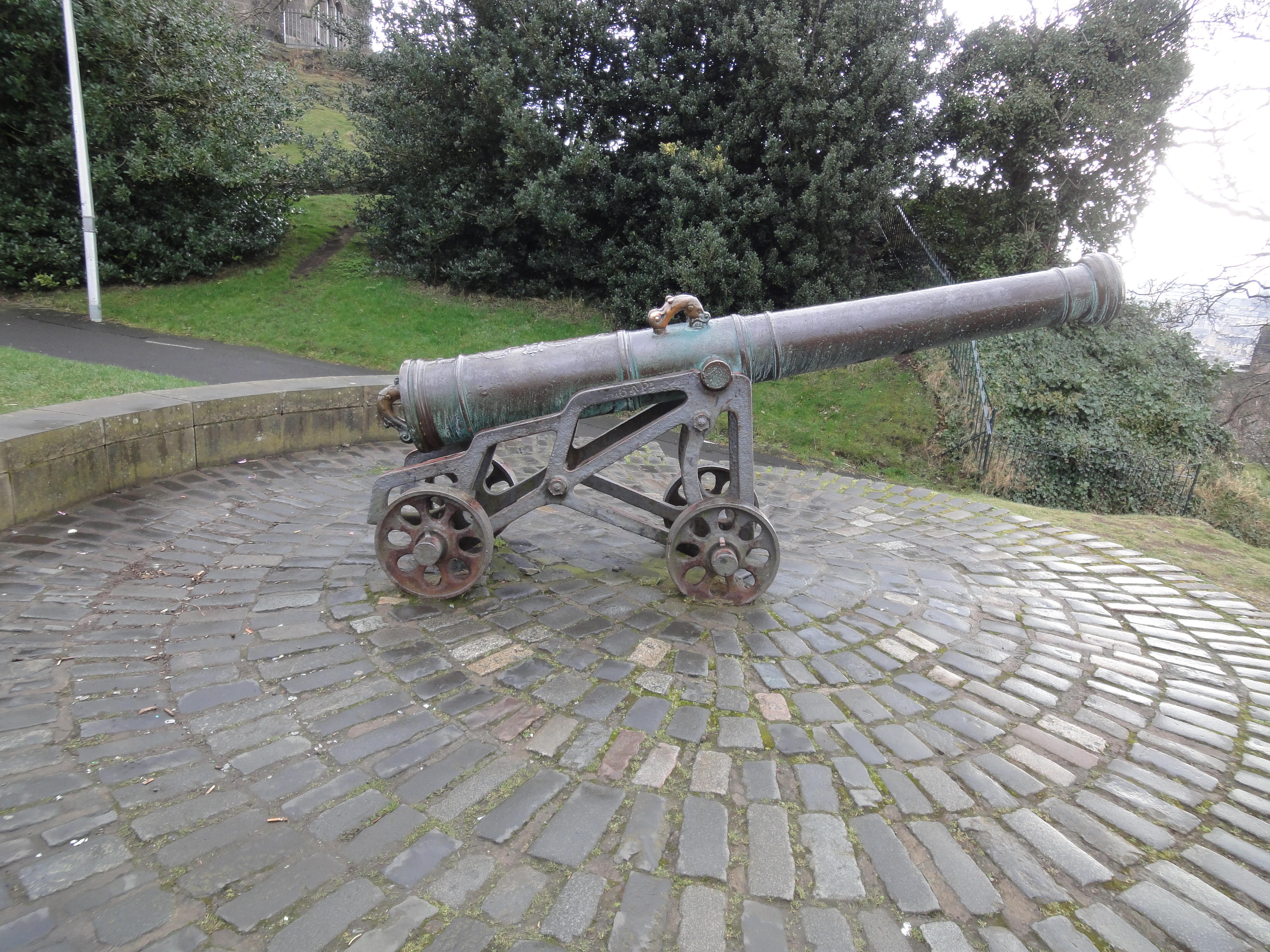
Die Portugiesische Kanone

Die Portugiesische Kanone (engl. Portuguese Cannon) ist ein Denkmal auf Calton Hill im schottischen Edinburgh. Die Messingkanone wurde der Stadt Edinburgh im Jahr 1886 geschenkt und im Rahmen der Messe International Exhibition of Science, Art and Industry ausgestellt. Nach Ende der Messe folgte 1887 die Platzierung am heutigen Ort. 
Wahrscheinlich wurde die Kanone, die ein spanisches Wappen trägt, im frühen 15. Jahrhundert gegossen. Sie gelangte vor 1785 in die portugiesischen Kolonien und nach Südostasien, wo sie in den Besitz des Königs von Arakan, des Herrschers eines kleinen Staates an der Westküste des heutigen Myanmar gelangte. Nach der Invasion 1885 gelangte die Kanone in britischen Besitz.